# Енче
Енче (ісп. Henche) — муніципалітет в Іспанії, у складі автономної спільноти Кастилія-Ла-Манча, у провінції Гвадалахара. Населення — 98 осіб (2010).
Муніципалітет розташований на відстані близько 90 км на схід від Мадрида, 40 км на схід від Гвадалахари.

## Демографія
Динаміка населення (INE ):